# Tobă

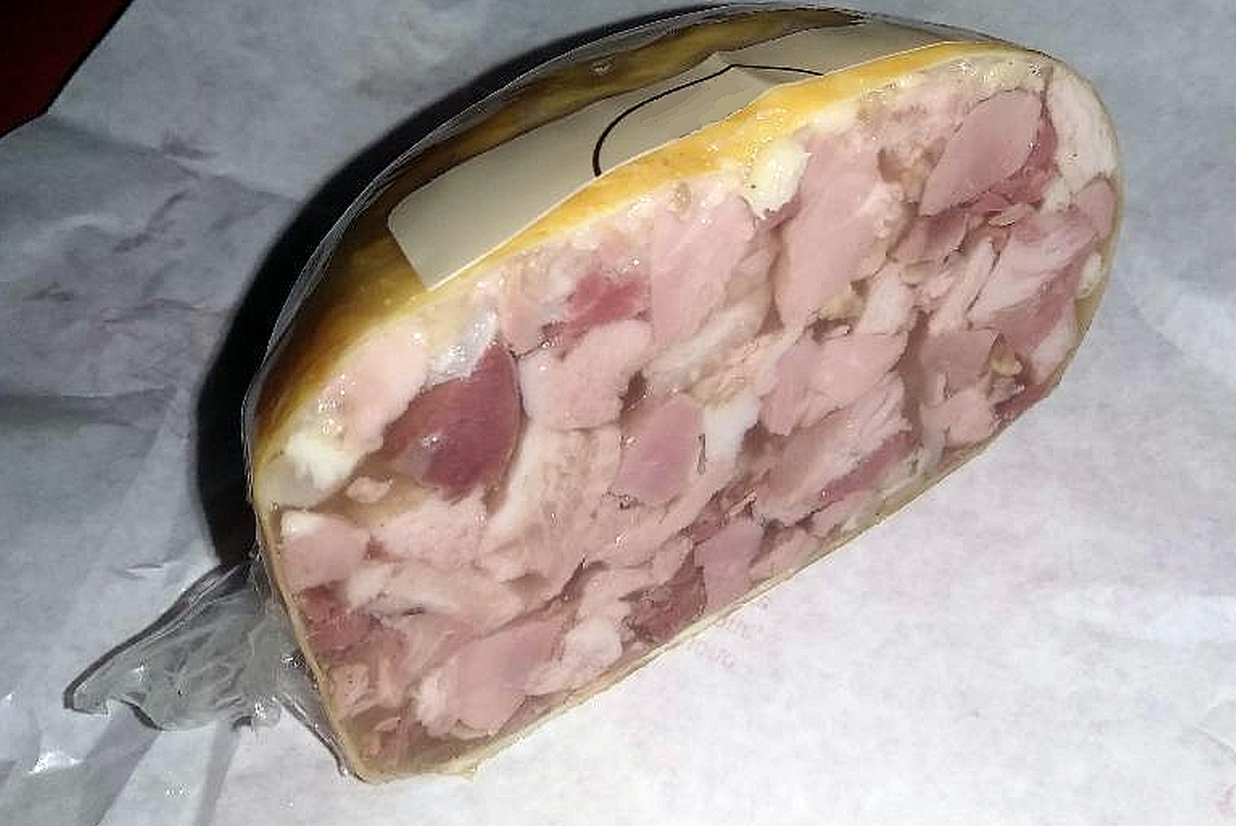
Une tranche de tobă

La tobă  est une charcuterie d'origine roumaine et moldave. La tobă est composée des mêmes ingrédients que le caltaboș, à la différence près que la tobă contient une quantité plus grande de viande, et on y rajoute des oreilles du porc, les pieds, la langue et de la couenne. La composition est hachée en pièces plus grandes et est emballée dans l’estomac du porc. Les oreilles et les pieds forment un aspic qui caractéristique la tobă . 